# 우고 로카텔리
우고 로카텔리(이탈리아어: Ugo Locatelli ˈuːɡo lokaˈtɛlli[*], 1916년 2월 5일, 롬바르디아 주 토스콜라노-마데르노 ~ 1993년 5월 28일, 피에몬테 주 토리노)는 이탈리아의 전 국가대표 축구 선수로, 현역 시절 공격수로 활약했다. 이탈리아의 정상급 선수로 손꼽히는 그는 이탈리아 국가대표팀 일원으로 1936년 하계 올림픽과 1938년 월드컵을 석권했는데, 이탈리아에서 두 대회를 모두 석권한 선수는 그를 포함해 4명뿐이었다.

## 클럽 경력
로카텔리는 롬바르디아 주 브레시아 근처의 토스콜라노-마데르노 출신이다. 그는 현역 시절에 인테르나치오날레 소속으로 1938년과 1940년에 두 차례 방패를 손에 넣었다. 그는 처음에 1933년부터 1936년까지 브레시아 소속으로 활약하며 중간에 아탈란타로도 임대되었다가 당시 암브로시아나의 명칭으로 불렸던 인테르나치오날레에 입단해 1941년까지 그 곳에서 활동했다. 그는 유벤투스로 1941년에 이적하여 1942년에 코파 이탈리아를 우승했고, 1949년에 현역에서 은퇴했다.

## 국가대표팀 경력
비토리오 포초가 지휘하는 이탈리아 국가대표팀의 중원을 맡은 그는 푸른 군단의 경기에 22번 출전했는데, 첫 경기는 미국과의 1936년 하계 올림픽 첫 경기였고, 이탈리아는 승승장구하며 이 대회에서 금메달을 목에 걸었다. 그는 이어서 1938년 월드컵에서도 우승을 거두었고, 로카텔리는 대회의 선수단으로도 뽑혔다. 로카텔리를 포함해 올림픽과 월드컵을 모두 석권한 이탈리아 선수는 4명이다. 그가 출전한 국가대표팀 경기에서, 이탈리아는 패한 적이 없다.

## 경기 방식
로카텔리는 작지만, 빠르고 민첩한 선수로, 기술력이 뛰어나며, 발힘이 약했지만 정확한 조준력이 돋보였다.그는 처음에 중앙 공격수를 맡았고, 말년에 움베르토 칼리가리스가 이끌던 유벤투스 시절에는 수비형이나 중앙 미드필더를 맡았다. 아탈란타 시절에는 공격형 중앙 미드필더로 배치되었다.

## 수상

### 클럽
브레시아
- 세리에 B 준우승: 1932–33

암브로시아나-인테르
- 세리에 A: 1937–38, 1939–40
- 코파 이탈리아: 1938–39

유벤투스
- 코파 이탈리아: 1941–42
- 세리에 A 준우승: 1940–41

### 국가대표팀
이탈리아
- 올림픽 금메달: 1936
- 월드컵: 1938

### 개인
- 월드컵 대회의 선수단: 1938년 월드컵